# Skarb jeżyka
Skarb jeżyka (ros. Три мешка хитростей, Tri Mieszka Chitrostiej) – radziecki krótkometrażowy film animowany z 1954 roku w reżyserii Piotra Nosowa i Olgi Chodatajewy.

## Fabuła
Ulubionymi owocami chytrej lisicy są słodkie, dojrzałe winogrona. Aby dowiedzieć się, kiedy nadarzy się najlepsza okazja do pójścia na łowy wysyła na zwiady naiwnego jeżyka. Wysłannik szybko wpada w pułapkę zastawioną na intruzów przez gospodarza. Tymczasem chytra lisica nie zamierza mu pomóc i na jego oczach objada się pysznymi winogronami. Rozgniewany jeżyk postanawia zwabić ją podstępem do siebie twierdząc, iż posiada niezwykły skarb ukryty w trzech woreczkach.

## Animatorzy
Boris Butakow, Władimir Arbiekow, Dmitrij Biełow, Faina Jepifanowa, Mstisław Kupracz, Lidija Riezcowa

## Wersja polska
Seria: Bajki rosyjskie (odc. 12)
W wersji polskiej udział wzięli:
- Włodzimierz Press jako dziadek
- Beata Jankowska jako lisiczka
- Ryszard Olesiński jako jeżyk

I inni
Realizacja:
- Reżyseria: Stanisław Pieniak
- Dialogi: Stanisława Dziedziczak
- Opracowanie muzyczne: Janusz Tylman
- Dźwięk: Robert Mościcki, Jerzy Rogowiec
- Montaż: Elżbieta Joël, Dorota Sztandera, Przemysław Nowak
- Kierownictwo produkcji: Ala Siejko
- Opracowanie: Telewizyjne Studia Dźwięku – Warszawa
- Lektor: Jacek Bończyk